# Camponotus cruentatus
Camponotus cruentatus är en myrart som först beskrevs av Pierre André Latreille 1802.  Camponotus cruentatus ingår i släktet hästmyror, och familjen myror.

## Underarter
Arten delas in i följande underarter:
- C. c. asper
- C. c. cruentatus

## Bildgalleri

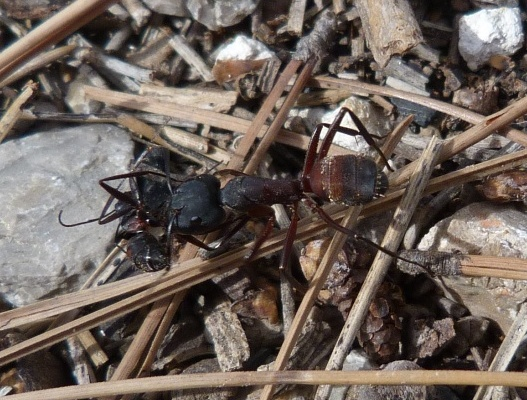
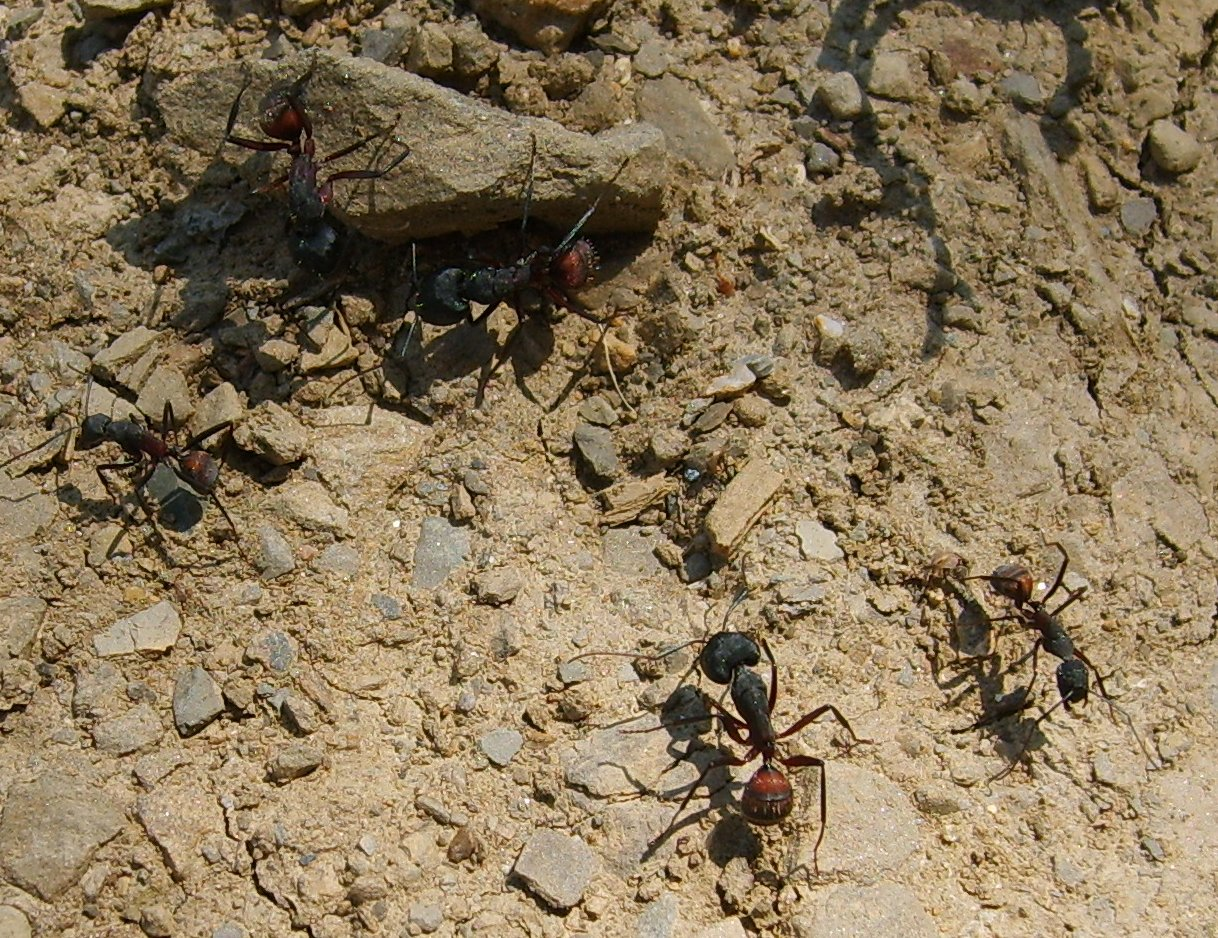